# أبو بكر الزبيدي
أبو بكر محمد بن الحسن الزُّبَيدي الإشبيلي (316 - 379 هـ) عالم لغوي أندلسي، من أعلام اللغويين العرب.

غلاف كتاب الزيادات على كتاب إصلاح لحن العامة بالأندلس

## سيرته
ولد أبو بكر محمد بن الحسن بن عبد الله بن مَذْحِج بن محمد بن عبد الله بن بشر الزُّبَيدي (بضم الزاي) في إشبيلية عام 316 هـ، وأصل أجداده من جند حمص الذين قدموا إلى الأندلس في طالعة بلج وسكنوا إشبيلية. سمع الزبيدي رواية الحديث من قاسم بن أصبغ وسعيد بن فحلون وأبو عمر الصدفي، واللغة والشعر من أبي علي البغدادي وابن القوطية. اتخذه الخليفة الحكم المستنصر بالله مؤدبًا لابنه هشام، ثم ولاه القضاء في إشبيلية، ثم خطة الشرطة. وقد روى عنه ابنه أبو الوليد محمد وابن الإفليلي.

## مؤلفاته
ألف الزُّبيدي في النحو كتاب «الواضح»، واختصر «معجم العين» للفراهيدي، وجمع كتابًا في بناء الأسماء والأفعال سماه «الأبنية في النحو» يستدرك به على كتاب سيبويه، محفوظة منه نسخة في مخطوطات الفاتيكان وآخر في «لحن العامة» (الزيادات على كتاب إصلاح لحن العامة بالأندلس). كما كان له كتاب في أخبار النحويين سماه «طبقات النحويين واللغويين بالمشرق والأندلس من زمن أبي الأسود الدؤلي إلى زمن أبي عبد الله النحوي الرباحي»، إضافة إلى كتاب آخر في الرد على ابن مسرة سماه «هتك ستور الملحدين». وكتاب «استدراك الغلط الواقع في كتاب العين» وذكره السيوطي وغيره.
كما كان الزبيدي شاعرًا كثير الشعر، منه في الزهد:

## قيل عنه
قال عنه ابن الفرضي: «كان واحد عصره في علم النحو، وحفظ اللغة.» وقال ابن خلكان: «وكان أخبر أهل زمانه بالإعراب والمعاني والنوادر، إلى علم بالسير والأخبار، ولم يكن بالأندلس في فنه مثله في زمانه». وقال عنه أبو عمر بن الحذاء: «لم تر عيني مثله في علمه وأدبه.» يقول عنه أبو منصور الثعالبي صاحب يتيمة الدهر: «كان أحفظ أهل زمانه للإعراب والفقه واللغة والمعاني والنوادر»

## وفاته
توفي الزُّبيدي في أول جُمادى الآخرة 379 هـ بإشبيلية، وصلَّى عليه ابنه الأكبر أحمد.